# Montevergine (film)
Montevergine è un film del 1939 diretto da Carlo Campogalliani.
È conosciuto anche con il titolo La grande luce.

## Trama
In seguito ad una rissa un fabbro di Montevergine è accusato di omicidio. Egli fugge per non essere arrestato e si imbarca clandestinamente su di una nave diretta in Argentina. Dopo alcuni anni l'unico testimone che può comprovare la sua innocenza, ma che è muto per uno spavento avuto da bambino, riesce - per l'interessamento del parroco - a esprimere la propria testimonianza. Il processo è riaperto e termina con la assoluzione del fabbro. Sul punto di ritornare in patria egli però subisce la vendetta di una donna argentina che nasconde nel bagaglio di lui oppio di contrabbando. Arrestato alla dogana, egli si ribella alle guardie ed è perciò condannato a dieci anni di prigione. Dopo scontata la pena può finalmente ritornare in patria dove sua figlia, ormai divenuta grande, è fidanzata ad un ottimo giovane, il matrimonio però è osteggiato da un ricco proprietario del luogo, quello stesso che accusò malignamente di omicidio il fabbro. Il reduce, accecato dall'ira e volendo salvare la propria figliola dalle mire del malvagio, decide di sopprimerlo e si reca a cercarlo tra i pellegrini che sono diretti al Santuario Mariano. Una volta in Chiesa, però l'uomo è toccato dalla grazia e, deposta l'arma ai piedi dell'immagine della Madonna, si riappacifica con il suo nemico.

## Distribuzione
Il film venne distribuito nel circuito cinematografico italiano il 4 maggio del 1939.

## Riconoscimenti
- 1939 - Mostra internazionale d'arte cinematografica
  - Coppa del Partito Nazionale Fascista